# Tentative de coup d'État de 1984 au Cameroun
La tentative de coup d'État du 6 avril 1984 au Cameroun a eu lieu dans la nuit du 5 au 6 avril 1984, principalement à Yaoundé, au Cameroun. Ayant pour but de renverser le président Paul Biya, elle a été commanditée par la garde présidentielle, regroupée dans le mouvement "J'ose", regroupé au sein d'un "conseil militaire supérieur".
La tentative est un échec et Paul Biya parvient à se maintenir à son poste. Dans les jours suivant, les autorités entreprennent une série d'arrestations, de jugement et d’exécutions. Durant la purge, des officiers originaires du nord Cameroun sont arrêtés et traduits en justice. Des dizaines de ces officiers sont exécutés à Mbalmayo et Ebolowa.

## Contexte

### Critiques à l'égard du pouvoir de Paul Biya
La mutinerie, supposée dirigée par le colonel nordiste Ibrahim Saleh, l'un des responsables de la garde républicaine sous Ahidjo, serait due à une décision prise Paul Biya de muter de ce corps tous les cadres originaires des régions nord du Cameroun.

### Rôle supposé d'Ahmadou Ahidjo
Interrogé par des journalistes, Ahmadou Ahidjo affirmera que si les auteurs avaient son soutien, ils auraient renversé le régime de Paul Biya. 
Guerandi Mbara, l'un des auteurs de la tentative de putsch du 6 avril 1984, déclare que le groupe n'avait pas de connexion avec Ahidjo et que les plus hauts gradés du groupe n'étaient pas plus que des capitaines d'armée. Il disculperait ainsi le colonel Ibrahim Saleh, présenté comme cerveau et fusillé à la suite de cette tentative, de toute intelligence et participation à la tentative de putsch,,,.

## Déroulement et bilan
Un message est diffusé à la radio nationale le 6 avril 1984 précédé et conclu par le chant de l'hymne national du Cameroun.
Une mutinerie d'une fraction de la garde républicaine serait à l'origine des affrontements. L'autre partie de la garde serait restée fidèle à Paul Biya. 
Les troupes mutinées attaquent la villa présidentielle et le camp Yeyap, siège de l'état-major. La résistance, organisée par un colonel de gendarmerie et un colonel de l'armée de terre demandent des renforts et parachutistes pour mater la rébellion. Paul Biya, en fin de tournée dans l'ouest du pays, se trouvait à Kribi. Huit mille hommes de l'armée loyale ont sauvé son régime.

### Chronologie
- 22 août 1983 - Dénonciation d'un complot contre l'État du Cameroun par Paul Biya .
- 28 février 1984 - Condamnation à mort puis grâce de Ahmadou Ahidjo, Ibrahim Oumarou, Salatou Adamou. Début de la thèse de l'acharnement contre le Nord-Cameroun
- 6 avril 1984 - Tentative de Coup d'État manqué
- 10 et 11 avril 1984 - Discours de Paul Biya et dissolution de la Garde républicaine
- 12 avril 1984 - Le bilan officiel donne 70 morts dont 4 civils et 8 soldats loyalistes, 52 blessés, 265 gendarmes disparus, 1053 arrestations
- 27 avril 1984 - Procès des putschistes à huis clos au Tribunal militaire
- 1er et 15 mai 1984 - Exécutions à Mbalmayo et à Mfou
- 17 janvier 1991 - Loi d'amnistie des infractions et condamnations
- 1992- Rétrocession des biens de quelques putschistes sortis de prison
- 9 mars 2007 - Rétrocession à Mokolo des concessions à la famille de Issa Adoum et à Maroua de Hamadou Adji
- 1er février 2008 - Décret de revalorisation des pensions des officiers putschistes[4]